# Cephalophyllum frutescens
Cephalophyllum frutescens es una especie de planta suculenta perteneciente a la familia de las aizoáceas. Se encuentra en África.

## Descripción
Es una planta suculenta perennifolia de pequeño tamaño que alcanza los 6 cm de altura y se encuentra en Sudáfrica a una altitud de 50 a 180 metros.

## Taxonomía
Cephalophyllum frutescens fue descrita por Harriet Margaret Louisa Bolus, y publicado en Notes Mesembryanthemum 3: 262. 1954
Etimología
Cephalophyllum: nombre genérico que deriva de las palabras griegas: cephalotes = "cabeza" y phyllo = "hoja".
frutescens: epíteto latino que significa "que llegará a arbusto".
Sinonimia
- Leipoldtia frutescens (L.Bolus) H.E.K.Hartmann